# Elvira García Piñeiro
Elvira María García Piñeiro (Pontevedra, 1967) es una abogada y política española, diputada autonómica en la Asamblea de Madrid por Unión Progreso y Democracia (UPyD) durante la IX Legislatura (2011-2015).

## Biografía
Licenciada en Derecho por la Universidad de Santiago de Compostela, ha ejercido la abogacía desde 1994 en Santiago y Madrid dedicándose inicialmente al Derecho comunitario y al arbitraje, y especializada en Derecho privado
Fue miembro de la Asociación Pro Derechos Humanos, la cual abandonó en 1992 tras la defensa de la Ley Corcuera por parte de algunos de los fundadores de la asociación.
Es miembro de Unión Progreso y Democracia (UPyD) desde septiembre de 2007, tratando los temas jurídicos relacionados con el partido; asimismo, es  miembro del Consejo de Dirección y del Consejo Político del partido.
Tras las elecciones autonómicas de 2011 es elegida diputada en la Asamblea de Madrid, siendo portavoz adjunta segunda del Grupo Parlamentario de Unión Progreso y Democracia y portavoz de su grupo en la Comisión de Presidencia y Justicia y en la Comisión de Vigilancia de las Contrataciones.
- Datos: Q5830104